# آبي فورتاس
ابي فورتاس (بالإنجليزية: Abe Fortas)‏ (و. 1910 – 1982 م) هو قاض، ومحام من الولايات المتحدة الأمريكية ولد في ممفيس، تينيسي.

## التعليم
تعلم في كلية ييل للحقوق، وجامعة ييل.

## روابط خارجية
- آبي فورتاس على موقع الموسوعة البريطانية (الإنجليزية)
- آبي فورتاس على موقع مونزينجر (الألمانية)
- آبي فورتاس على موقع إن إن دي بي (الإنجليزية)